# Municipio de Fillmore (Dakota del Norte)
El municipio de Fillmore (en inglés: Fillmore Township) está ubicado en el condado de Divide en el estado estadounidense de Dakota del Norte.

## Geografía
El municipio de Fillmore se encuentra ubicado en las coordenadas 48°56′43″N 103°15′26″O / 48.94528, -103.25722. Según la Oficina del Censo de los Estados Unidos, el municipio tiene una superficie total de 108,81 km², de la cual 105,82 km² corresponden a tierra firme y 2,99 km² (2,74%) a agua.

## Demografía
Según el censo de 2010, Fillmore tenía 35 habitantes, todos ellos blancos, y una densidad de población de 0,32 hab/km².